# Fomentocricus benignoi
Fomentocricus benignoi är en mångfotingart som beskrevs av Pérez-Asso 1998. Fomentocricus benignoi ingår i släktet Fomentocricus och familjen Rhinocricidae. Inga underarter finns listade i Catalogue of Life.